# Мансур ибн Мутаиб Аль Сауд
Мансур ибн Мутаиб Аль Сауд (араб. منصور بن مطلب آل سعود‎; род. 1952) — Саудовский принц, член дома Аль Сауд, был министром коммунального и сельского хозяйства с 2009 по 2015 год.

## Биография
Мансур ибн Мутаиб родился в 1952 году в семье принца Мутаиба и его жены Нуры бинт Мохаммед Аль Шейх.
Закончил Университет Джорджа Вашингтона, получив степень бакалавра искусств в области делового администрирования в 1976 году. В 1979 году получил степень магистра искусств и докторскую степень в области государственного управления в 1986 году.
Начал карьеру в Университете короля Сауда в 1987 году как помощник профессора. Стал директором исследовательского центра в колледже административных наук в 1987 по 1988 год и доцентом на кафедре государственного управления в 1995 году.
С 2006 по 2009 год Мансур ибн Мутаиб занимал должность заместителя министра коммунального и сельского хозяйства, в этой должности был его отец.
С 2 ноября 2009 по 29 января 2015 год был министром коммунального и сельского хозяйства.
С января 2015 года — государственный министр и советник короля  Салмана.
Женат, у него 5 детей.